# FIA-Formel-3-Rennwochenende in Bahrain 2024
Das FIA-Formel-3-Rennwochenende in Bahrain 2024 war der erste Lauf der FIA-Formel-3-Meisterschaft 2024 und fand vom 29. Februar bis 2. März auf dem Bahrain International Circuit in as-Sachir statt.

## Meldeliste
Alle Teams und Fahrer verwendeten das Dallara-Chassis F3 2019, 3,4-Liter-V6-Saugmotoren von Mecachrome und Reifen von Pirelli.
| Team                  | Nr. | Fahrer                   | Chassis         | Motor             | Reifen |
| --------------------- | --- | ------------------------ | --------------- | ----------------- | ------ |
| Prema Racing          | 01  | Dino Beganovic           | Dallara F3 2019 | Mecachrome 3.4 V6 | P      |
| Prema Racing          | 02  | Gabriele Minì            | Dallara F3 2019 | Mecachrome 3.4 V6 | P      |
| Prema Racing          | 03  | Arvid Lindblad           | Dallara F3 2019 | Mecachrome 3.4 V6 | P      |
| Trident               | 04  | Leonardo Fornaroli       | Dallara F3 2019 | Mecachrome 3.4 V6 | P      |
| Trident               | 05  | Sami Meguetounif         | Dallara F3 2019 | Mecachrome 3.4 V6 | P      |
| Trident               | 06  | Santiago Ramos           | Dallara F3 2019 | Mecachrome 3.4 V6 | P      |
| MP Motorsport         | 07  | Tim Tramnitz             | Dallara F3 2019 | Mecachrome 3.4 V6 | P      |
| MP Motorsport         | 08  | Kacper Sztuka            | Dallara F3 2019 | Mecachrome 3.4 V6 | P      |
| MP Motorsport         | 09  | Alex Dunne               | Dallara F3 2019 | Mecachrome 3.4 V6 | P      |
| Campos Racing         | 10  | Oliver Goethe            | Dallara F3 2019 | Mecachrome 3.4 V6 | P      |
| Campos Racing         | 11  | Sebastián Montoya        | Dallara F3 2019 | Mecachrome 3.4 V6 | P      |
| Campos Racing         | 12  | Mari Boya                | Dallara F3 2019 | Mecachrome 3.4 V6 | P      |
| Hitech Pulse-Eight    | 14  | Luke Browning            | Dallara F3 2019 | Mecachrome 3.4 V6 | P      |
| Hitech Pulse-Eight    | 15  | Martinius Stenshorne     | Dallara F3 2019 | Mecachrome 3.4 V6 | P      |
| Hitech Pulse-Eight    | 16  | Cian Shields             | Dallara F3 2019 | Mecachrome 3.4 V6 | P      |
| Jenzer Motorsport     | 17  | Charlie Wurz             | Dallara F3 2019 | Mecachrome 3.4 V6 | P      |
| Jenzer Motorsport     | 18  | Max Esterson             | Dallara F3 2019 | Mecachrome 3.4 V6 | P      |
| Jenzer Motorsport     | 19  | Matías Zagazeta          | Dallara F3 2019 | Mecachrome 3.4 V6 | P      |
| Van Amersfoort Racing | 20  | Noel León                | Dallara F3 2019 | Mecachrome 3.4 V6 | P      |
| Van Amersfoort Racing | 21  | Sophia Flörsch           | Dallara F3 2019 | Mecachrome 3.4 V6 | P      |
| Van Amersfoort Racing | 22  | Tommy Smith              | Dallara F3 2019 | Mecachrome 3.4 V6 | P      |
| ART Grand Prix        | 23  | Christian Mansell        | Dallara F3 2019 | Mecachrome 3.4 V6 | P      |
| ART Grand Prix        | 24  | Laurens van Hoepen       | Dallara F3 2019 | Mecachrome 3.4 V6 | P      |
| ART Grand Prix        | 25  | Nikola Zolow             | Dallara F3 2019 | Mecachrome 3.4 V6 | P      |
| PHM AIX Racing        | 26  | Tasanapol Inthraphuvasak | Dallara F3 2019 | Mecachrome 3.4 V6 | P      |
| PHM AIX Racing        | 27  | Nikita Bedrin            | Dallara F3 2019 | Mecachrome 3.4 V6 | P      |
| PHM AIX Racing        | 28  | Joshua Dufek             | Dallara F3 2019 | Mecachrome 3.4 V6 | P      |
| Rodin Motorsport      | 29  | Callum Voisin            | Dallara F3 2019 | Mecachrome 3.4 V6 | P      |
| Rodin Motorsport      | 30  | Piotr Wiśnicki           | Dallara F3 2019 | Mecachrome 3.4 V6 | P      |
| Rodin Motorsport      | 31  | Joseph Loake             | Dallara F3 2019 | Mecachrome 3.4 V6 | P      |

## Klassifikationen

### Qualifying
| Pos.                                                                                     | Fahrer                   | Team                  | Zeit     | SPR | HAU |
| ---------------------------------------------------------------------------------------- | ------------------------ | --------------------- | -------- | --- | --- |
| 01                                                                                       | Dino Beganovic           | Prema Racing          | 1:46,431 | 12  | 01  |
| 02                                                                                       | Luke Browning            | Hitech Pulse-Eight    | 1:46,598 | 11  | 02  |
| 03                                                                                       | Gabriele Minì            | Prema Racing          | 1:46,601 | 10  | 03  |
| 04                                                                                       | Sami Meguetounif         | Trident               | 1:46,795 | 09  | 04  |
| 05                                                                                       | Santiago Ramos           | Trident               | 1:46,798 | 08  | 05  |
| 06                                                                                       | Leonardo Fornaroli       | Trident               | 1:46,805 | 07  | 06  |
| 07                                                                                       | Tim Tramnitz             | MP Motorsport         | 1:46,828 | 06  | 07  |
| 08                                                                                       | Christian Mansell        | ART Grand Prix        | 1:46,843 | 05  | 08  |
| 09                                                                                       | Arvid Lindblad           | Prema Racing          | 1:46,873 | 04  | 09  |
| 10                                                                                       | Max Esterson             | Jenzer Motorsport     | 1:46,934 | 03  | 10  |
| 11                                                                                       | Nikola Zolow             | ART Grand Prix        | 1:46,941 | 02  | 11  |
| 12                                                                                       | Laurens van Hoepen       | ART Grand Prix        | 1:46,962 | 01  | 12  |
| 13                                                                                       | Noel León                | Van Amersfoort Racing | 1:47,031 | 13  | 13  |
| 14                                                                                       | Alex Dunne               | MP Motorsport         | 1:47,133 | 14  | 14  |
| 15                                                                                       | Mari Boya                | Campos Racing         | 1:47,170 | 15  | 15  |
| 16                                                                                       | Charlie Wurz             | Jenzer Motorsport     | 1:47,191 | 16  | 16  |
| 17                                                                                       | Oliver Goethe            | Campos Racing         | 1:47,198 | 17  | 17  |
| 18                                                                                       | Nikita Bedrin            | PHM AIX Racing        | 1:47,209 | 18  | 18  |
| 19                                                                                       | Callum Voisin            | Rodin Carlin          | 1:47,216 | 19  | 19  |
| 20                                                                                       | Matías Zagazeta          | Jenzer Motorsport     | 1:47,217 | 20  | 25  |
| 21                                                                                       | Joseph Loake             | Rodin Carlin          | 1:47,219 | 21  | 20  |
| 22                                                                                       | Martinius Stenshorne     | Hitech Pulse-Eight    | 1:47,417 | 22  | 21  |
| 23                                                                                       | Tasanapol Inthraphuvasak | PHM AIX Racing        | 1:47,735 | 23  | 22  |
| 24                                                                                       | Kacper Sztuka            | MP Motorsport         | 1:47,745 | 24  | 23  |
| 25                                                                                       | Sophia Flörsch           | Van Amersfoort Racing | 1:47,812 | 25  | 24  |
| 26                                                                                       | Joshua Dufek             | PHM AIX Racing        | 1:47,878 | 26  | 26  |
| 27                                                                                       | Tommy Smith              | Van Amersfoort Racing | 1:47,929 | 27  | 27  |
| 28                                                                                       | Piotr Wiśnicki           | Rodin Carlin          | 1:47,971 | 28  | 28  |
| 29                                                                                       | Sebastián Montoya        | Campos Racing         | 1:48,358 | 29  | 29  |
| 30                                                                                       | Cian Shields             | Hitech Pulse-Eight    | 1:48,565 | 30  | 30  |
| 107-Prozent-Zeit: 1:53,881 min (bezogen auf die Pole-Position-Bestzeit von 1:46,431 min) |                          |                       |          |     |     |
| Quelle:                                                                                  |                          |                       |          |     |     |

Anmerkungen
1. ↑  Matías Zagazeta erhielt eine Fünf-Plätze-Strafrückversetzung für das Hauptrennen aufgrund des verursachten Unfalles im Bahrain-Sprintrennen mit Tommy Smith.

### Sprintrennen
| Pos.                                                                               | Fahrer                   | Team                  | Runden | Zeit       | Start | Schnellste Runde |
| ---------------------------------------------------------------------------------- | ------------------------ | --------------------- | ------ | ---------- | ----- | ---------------- |
| 01                                                                                 | Arvid Lindblad           | Prema Racing          | 19     | 35:35,482  | 04    | 1:50,902 (03.)   |
| 02                                                                                 | Laurens van Hoepen       | ART Grand Prix        | 19     | + 5,478    | 01    | 1:50,451 (02.)   |
| 03                                                                                 | Leonardo Fornaroli       | Trident               | 19     | + 5,514    | 07    | 1:51,054 (03.)   |
| 04                                                                                 | Nikola Zolow             | ART Grand Prix        | 19     | + 6,717    | 02    | 1:50,497 (02.)   |
| 05                                                                                 | Tim Tramnitz             | MP Motorsport         | 19     | + 6,927    | 06    | 1:51,136 (03.)   |
| 06                                                                                 | Max Esterson             | Jenzer Motorsport     | 19     | + 8,409    | 03    | 1:50,773 (02.)   |
| 07                                                                                 | Gabriele Minì            | Prema Racing          | 19     | + 8,413    | 10    | 1:51,756 (09.)   |
| 08                                                                                 | Mari Boya                | Campos Racing         | 19     | + 9,183    | 15    | 1:51,337 (03.)   |
| 09                                                                                 | Oliver Goethe            | Campos Racing         | 19     | + 9,938    | 17    | 1:51,700 (09.)   |
| 10                                                                                 | Sami Meguetounif         | Trident               | 19     | + 11,245   | 9     | 1:51,369 (03.)   |
| 11                                                                                 | Martinius Stenshorne     | Hitech Pulse-Eight    | 19     | + 12,585   | 22    | 1:51,635 (04.)   |
| 12                                                                                 | Alex Dunne               | MP Motorsport         | 19     | + 13,082   | 14    | 1:51,576 (04.)   |
| 13                                                                                 | Nikita Bedrin            | PHM AIX Racing        | 19     | + 14,987   | 18    | 1:51,916 (04.)   |
| 14                                                                                 | Christian Mansell        | ART Grand Prix        | 19     | + 19,282   | 05    | 1:51,368 (03.)   |
| 15                                                                                 | Luke Browning            | Hitech Pulse-Eight    | 19     | + 19,513   | 11    | 1:51,593 (03.)   |
| 16                                                                                 | Tasanapol Inthraphuvasak | PHM AIX Racing        | 19     | + 19,756   | 23    | 1:52,328 (05.)   |
| 17                                                                                 | Callum Voisin            | Rodin Carlin          | 19     | + 21,166   | 19    | 1:51,730 (04.)   |
| 18                                                                                 | Sebastián Montoya        | Campos Racing         | 19     | + 22,907   | 29    | 1:51,846 (04.)   |
| 19                                                                                 | Charlie Wurz             | Jenzer Motorsport     | 19     | + 24,629   | 16    | 1:51,431 (04.)   |
| 20                                                                                 | Kacper Sztuka            | MP Motorsport         | 19     | + 26,625   | 24    | 1:51,777 (04.)   |
| 21                                                                                 | Santiago Ramos           | Trident               | 19     | + 27,349   | 08    | 1:51,721 (05.)   |
| 22                                                                                 | Noel León                | Van Amersfoort Racing | 19     | + 30,135   | 13    | 1:51,796 (02.)   |
| 23                                                                                 | Sophia Flörsch           | Van Amersfoort Racing | 19     | + 33,128   | 25    | 1:52,185 (06.)   |
| 24                                                                                 | Joshua Dufek             | PHM AIX Racing        | 19     | + 37,819   | 26    | 1:52,156 (05.)   |
| 25                                                                                 | Piotr Wiśnicki           | Rodin Carlin          | 19     | + 38,205   | 28    | 1:52,613 (02.)   |
| 26                                                                                 | Cian Shields             | Hitech Pulse-Eight    | 19     | + 40,079   | 30    | 1:52,826 (06.)   |
| 27                                                                                 | Joseph Loake             | Rodin Carlin          | 19     | + 40,715   | 21    | 1:52,141 (03.)   |
| 28                                                                                 | Tommy Smith              | Van Amersfoort Racing | 19     | + 1:00,473 | 27    | 1:52,074 (05.)   |
| 29                                                                                 | Dino Beganovic           | Prema Racing          | 19     | + 1:30,029 | 12    | 1:50,801 (06.)   |
| –                                                                                  | Matías Zagazeta          | Jenzer Motorsport     | 15     | DNF        | 20    | 1:52,067 (04.)   |
| Schnellste Rennrunde, die für Punkte berechtigt ist: Laurens van Hoepen (1:50,401) |                          |                       |        |            |       |                  |
| Quelle:                                                                            |                          |                       |        |            |       |                  |

Anmerkungen
1. ↑  Luke Browning erhielt eine Zehn-Sekunden-Strafe (Abkürzen), die auf die Endzeit aufaddiert wurde; er verlor sechs Positionen im Endresultat.
2. ↑  Noel León erhielt eine Fünf-Sekunden-Strafe (Streckenbegrenzung mehrmals ignoriert), die auf die Endzeit aufaddiert wurde; er verlor zwei Positionen im Endresultat.
3. ↑  Sophia Flörsch erhielt eine Fünf-Sekunden-Strafe (Streckenbegrenzung mehrmals ignoriert), die auf die Endzeit aufaddiert wurde; sie verlor keine Positionen im Endresultat.
4. ↑  Dino Beganovic erhielt eine Fünf-Sekunden-Strafe (Verursachung eines Unfalles), die auf die Endzeit aufaddiert wurde; er verlor keine Position im Endresultat.
5. ↑  Matías Zagazeta erhielt eine Zehn-Sekunden-Strafe (Abkürzen), die auf die Endzeit aufaddiert wurde; er verlor keine Positionen im Endresultat.

### Hauptrennen
| Pos.                                                                               | Fahrer                   | Team                  | Runden | Zeit       | Start | Schnellste Runde |
| ---------------------------------------------------------------------------------- | ------------------------ | --------------------- | ------ | ---------- | ----- | ---------------- |
| 01                                                                                 | Luke Browning            | Hitech Pulse-Eight    | 22     | 41:08,012  | 02    | 1:51,236 (03.)   |
| 02                                                                                 | Christian Mansell        | ART Grand Prix        | 22     | + 1,264    | 08    | 1:50,952 (03.)   |
| 03                                                                                 | Tim Tramnitz             | MP Motorsport         | 22     | + 2,432    | 07    | 1:51,293 (02.)   |
| 04                                                                                 | Sami Meguetounif         | Trident               | 22     | + 5,654    | 04    | 1:51,208 (03.)   |
| 05                                                                                 | Santiago Ramos           | Trident               | 22     | + 6,930    | 05    | 1:50,927 (02.)   |
| 06                                                                                 | Gabriele Minì            | Prema Racing          | 22     | + 8,200    | 03    | 1:51,250 (02.)   |
| 07                                                                                 | Leonardo Fornaroli       | Trident               | 22     | + 8,888    | 06    | 1:50,922 (03.)   |
| 08                                                                                 | Arvid Lindblad           | Prema Racing          | 22     | + 9,542    | 09    | 1:51,183 (02.)   |
| 09                                                                                 | Alex Dunne               | MP Motorsport         | 22     | + 16,619   | 14    | 1:51,559 (05.)   |
| 10                                                                                 | Oliver Goethe            | Campos Racing         | 22     | + 17,032   | 17    | 1:51,497 (04.)   |
| 11                                                                                 | Nikola Zolow             | ART Grand Prix        | 22     | + 18,076   | 11    | 1:51,393 (02.)   |
| 12                                                                                 | Noel León                | Van Amersfoort Racing | 22     | + 19,451   | 13    | 1:51,601 (05.)   |
| 13                                                                                 | Dino Beganovic           | Prema Racing          | 22     | + 20,021   | 01    | 1:50,261 (02.)   |
| 14                                                                                 | Martinius Stenshorne     | Hitech Pulse-Eight    | 22     | + 21,734   | 22    | 1:51,777 (05.)   |
| 15                                                                                 | Laurens van Hoepen       | ART Grand Prix        | 22     | + 22,676   | 12    | 1:51,456 (03.)   |
| 16                                                                                 | Charlie Wurz             | Jenzer Motorsport     | 22     | + 23,108   | 16    | 1:52,052 (05.)   |
| 17                                                                                 | Sebastián Montoya        | Campos Racing         | 22     | + 23,679   | 29    | 1:52,069 (04.)   |
| 18                                                                                 | Matías Zagazeta          | Jenzer Motorsport     | 22     | + 30,847   | 25    | 1:52,446 (04.)   |
| 19                                                                                 | Tasanapol Inthraphuvasak | PHM AIX Racing        | 22     | + 34,409   | 22    | 1:52,142 (04.)   |
| 20                                                                                 | Nikita Bedrin            | PHM AIX Racing        | 22     | + 34,902   | 18    | 1:51,851 (05.)   |
| 21                                                                                 | Callum Voisin            | Rodin Carlin          | 22     | + 35,839   | 19    | 1:52,595 (06.)   |
| 22                                                                                 | Tommy Smith              | Van Amersfoort Racing | 22     | + 37,465   | 27    | 1:52,491 (04.)   |
| 23                                                                                 | Joseph Loake             | Rodin Carlin          | 22     | + 41,131   | 20    | 1:52,351 (04.)   |
| 24                                                                                 | Max Esterson             | Jenzer Motorsport     | 22     | + 42,347   | 10    | 1:52,115 (05.)   |
| 25                                                                                 | Piotr Wiśnicki           | Rodin Carlin          | 22     | + 52,341   | 28    | 1:52,644 (04.)   |
| 26                                                                                 | Cian Shields             | Hitech Pulse-Eight    | 22     | + 53,921   | 30    | 1:51,886 (03.)   |
| 27                                                                                 | Joshua Dufek             | PHM AIX Racing        | 22     | + 59,979   | 26    | 1:52,965 (16.)   |
| 28                                                                                 | Kacper Sztuka            | MP Motorsport         | 22     | + 1:03,836 | 23    | 1:51,397 (05.)   |
| 29                                                                                 | Mari Boya                | Campos Racing         | 22     | + 1:28,231 | 15    | 1:50,408 (09.)   |
| 30                                                                                 | Sophia Flörsch           | Van Amersfoort Racing | 21     | + 1 Runde  | 24    | 1:50,998 (03.)   |
| Schnellste Rennrunde, die für Punkte berechtigt ist: Leonardo Fornaroli (1:50,922) |                          |                       |        |            |       |                  |
| Quelle:                                                                            |                          |                       |        |            |       |                  |

Anmerkungen
1. ↑  Nikita Bedrin erhielt eine Fünf-Sekunden-Strafe (Streckenbegrenzung mehrmals ignoriert), die auf die Endzeit aufaddiert wurde; er verlor zwei Positionen im Endresultat.
2. ↑  Cian Shields erhielt eine Zehn-Sekunden-Strafe (Verursachung eines Unfalles), die auf die Endzeit aufaddiert wurde; er verlor eine Position im Endresultat.
3. ↑  Mari Boya erhielt eine Fünf-Sekunden-Strafe (Höchstgeschwindigkeit in der Boxengasse überschritten), die auf die Endzeit aufaddiert wurde; er verlor keine Position im Endresultat.

## Meisterschafts-Stände nach dem Rennwochenende
Beim Hauptrennen (HAU) bekamen die ersten Zehn des Rennens 25, 18, 15, 12, 10, 8, 6, 4, 2 bzw. 1 Punkt(e). Beim Sprintrennen (SPR) erhielten die ersten Zehn des Rennens 10, 9, 8, 7, 6, 5, 4, 3, 2 bzw. 1 Punkt(e). Die zusätzlichen zwei Punkte für die Pole-Position im Hauptrennen gingen an Dino Beganovic, der Extrapunkt für die schnellste Rennrunde wurde an Leonardo Fornaroli (HAU) sowie Laurens van Hoepen (SPR) vergeben.

### Fahrerwertung
| Pos. | Fahrer             | Team               | Punkte |
| ---- | ------------------ | ------------------ | ------ |
| 01   | Luke Browning      | Hitech Pulse-Eight | 25     |
| 02   | Tim Tramnitz       | MP Motorsport      | 21     |
| 03   | Christian Mansell  | ART Grand Prix     | 18     |
| 04   | Leonardo Fornaroli | Trident            | 15     |
| 05   | Arvid Lindblad     | Prema Racing       | 14     |
| 06   | Sami Meguetounif   | Trident            | 13     |
| 07   | Gabriele Minì      | Prema Racing       | 12     |
| 08   | Laurens van Hoepen | ART Grand Prix     | 10     |
| 09   | Santiago Ramos     | Trident            | 10     |
| 10   | Nikola Zolow       | ART Grand Prix     | 7      |
| 11   | Max Esterson       | Jenzer Motorsport  | 5      |
| 12   | Mari Boya          | Campos Racing      | 3      |
| 13   | Oliver Goethe      | Campos Racing      | 3      |
| 14   | Alex Dunne         | MP Motorsport      | 2      |
| 15   | Dino Beganovic     | Prema Racing       | 2      |

| Pos. | Fahrer                   | Team                  | Punkte |
| ---- | ------------------------ | --------------------- | ------ |
| 16   | Martinius Stenshorne     | Hitech Pulse-Eight    | 0      |
| 17   | Noel León                | Van Amersfoort Racing | 0      |
| 18   | Nikita Bedrin            | PHM AIX Racing        | 0      |
| 19   | Tasanapol Inthraphuvasak | PHM AIX Racing        | 0      |
| 20   | Charlie Wurz             | Jenzer Motorsport     | 0      |
| 21   | Sebastián Montoya        | Campos Racing         | 0      |
| 22   | Callum Voisin            | Rodin Carlin          | 0      |
| 23   | Matías Zagazeta          | Jenzer Motorsport     | 0      |
| 24   | Kacper Sztuka            | MP Motorsport         | 0      |
| 25   | Tommy Smith              | Van Amersfoort Racing | 0      |
| 26   | Joseph Loake             | Rodin Carlin          | 0      |
| 27   | Sophia Flörsch           | Van Amersfoort Racing | 0      |
| 28   | Joshua Dufek             | PHM AIX Racing        | 0      |
| 29   | Piotr Wiśnicki           | Rodin Carlin          | 0      |
| 30   | Cian Shields             | Hitech Pulse-Eight    | 0      |

### Teamwertung
| Pos. | Konstrukteur       | Punkte |
| ---- | ------------------ | ------ |
| 01   | Trident            | 38     |
| 02   | ART Grand Prix     | 35     |
| 03   | Prema Racing       | 28     |
| 04   | Hitech Pulse-Eight | 25     |
| 05   | MP Motorsport      | 23     |

| Pos. | Konstrukteur          | Punkte |
| ---- | --------------------- | ------ |
| 06   | Campos Racing         | 6      |
| 07   | Jenzer Motorsport     | 5      |
| 08   | Van Amersfoort Racing | 0      |
| 09   | PHM AIX Racing        | 0      |
| 10   | Rodin Motorsport      | 0      |